# 거금도
거금도(居金島)는 행정구역 상 전라남도 고흥군 금산면에 속하는 섬이다.  조선시대에는 절이도라고 불렸으며, 고흥반도 남쪽 근해상에 위치하고 있다. 구릉성 산지가 많으나 간척사업이 잘 되어 마늘, 양파, 쌀, 콩, 무 등이 생산되고 근해에서 장어, 감숭어, 선어, 도다리가 많이 잡히고 있다. 2011년 말에 거금대교 개통으로 육지화되었다.

## 역사
- 1431년 세종 13년 절이도라는 명칭이 등장하며, 이곳에서 얻은 청낭간(靑琅玕, 푸른산호보석) 59매를 올렸으며, 같은 해 8월 23일에도 전라도 감사가 청낭간을 바쳤다.[1]
- 1466년 2월 17일 세조 12년 전라도 점마별감 박식이 목장을 만들 것을 건의하여 만들었다.[2] 이 목장은 말은 성종 원년인 1470년에는 364두까지 늘어난다.[3] 그러나 왜구의 출몰로 1510년 중종 11년 내륙으로 옮겨가 방목하게 되었다.[4]
- 1598년 절이도 해전에서 이순신이 적의 머리 71급을 베었는데, 진린이 40급을 빼앗고, 계유격이 5급을 빼앗았으며, 이순신에게 26급만 벤 것으로 장계를 꾸미게 했다.[5]
- 1865년 윤5월 30일 고종 2년 무분별한 절이도의 산림 채벌로 봉산하였음을 전라감사가 보고하였다.[6]
- 1895년 남원부 돌산군 금산면[7]
- 1896년 8월 4일 전라남도 돌산군 금산면[8]
- 1914년 4월 1일 전라남도 고흥군 금산면[9] (9리)
- 1963년 1월 1일 소록리를 도양면에 오마리는 도덕면에 편입하였다.[10] (7법정리)

## 관광
- 금장교회 - 외벽을 조약돌로 지어진 건물
- 거금대교 전망대 - 신촌리 금진마을에 위치하고 있으며 거금대교의 모습을 한 눈에 감상할 수 있다.
- 김일 기념관 - 프로레슬러 김일 기념관

## 같이 보기
- 절이도 해전